# Jehay
Jehay is een dorp in de Belgische provincie Luik en een deelgemeente van Amay. Jehay ligt een paar kilometer ten noorden van het centrum van Amay.

## Geschiedenis
Op het eind van het ancien régime werd Jehay een gemeente, maar deze werd in 1822 opgeheven en met de opgeheven gemeente Bodegnée verenigd in de nieuwe gemeente Jehay-Bodegnée. Bij de gemeentelijke fusies van 1977 werd Jehay-Bodegnée weer opgesplitst. Jehay werd een deelgemeente van Amay en het noordelijker Bodegnée werd bij de gemeente Verlaine gevoegd.

## Bezienswaardigheden
- Het Kasteel van Jehay werd gesticht in de 11e eeuw, maar het gebouw dateert grotendeels van de 16e eeuw en heeft een renaissance-uitstraling.
- De Abdij van Paix-Dieu is een voormalige cisterciënzerabdij met gebouwen uit de 17e en 18e eeuw.
- De Sint-Lambertuskerk (Église Saint-Lambert) is slotkapel en parochiekerk, gelegen op een eilandje. Van oorsprong romaans en in de 15e eeuw in gotische zin gewijzigd. Onder de kerk is de grafkelder van de heren van Jehay.

## Natuur en landschap
De hoogte aan de kerk bedraagt 172 meter.

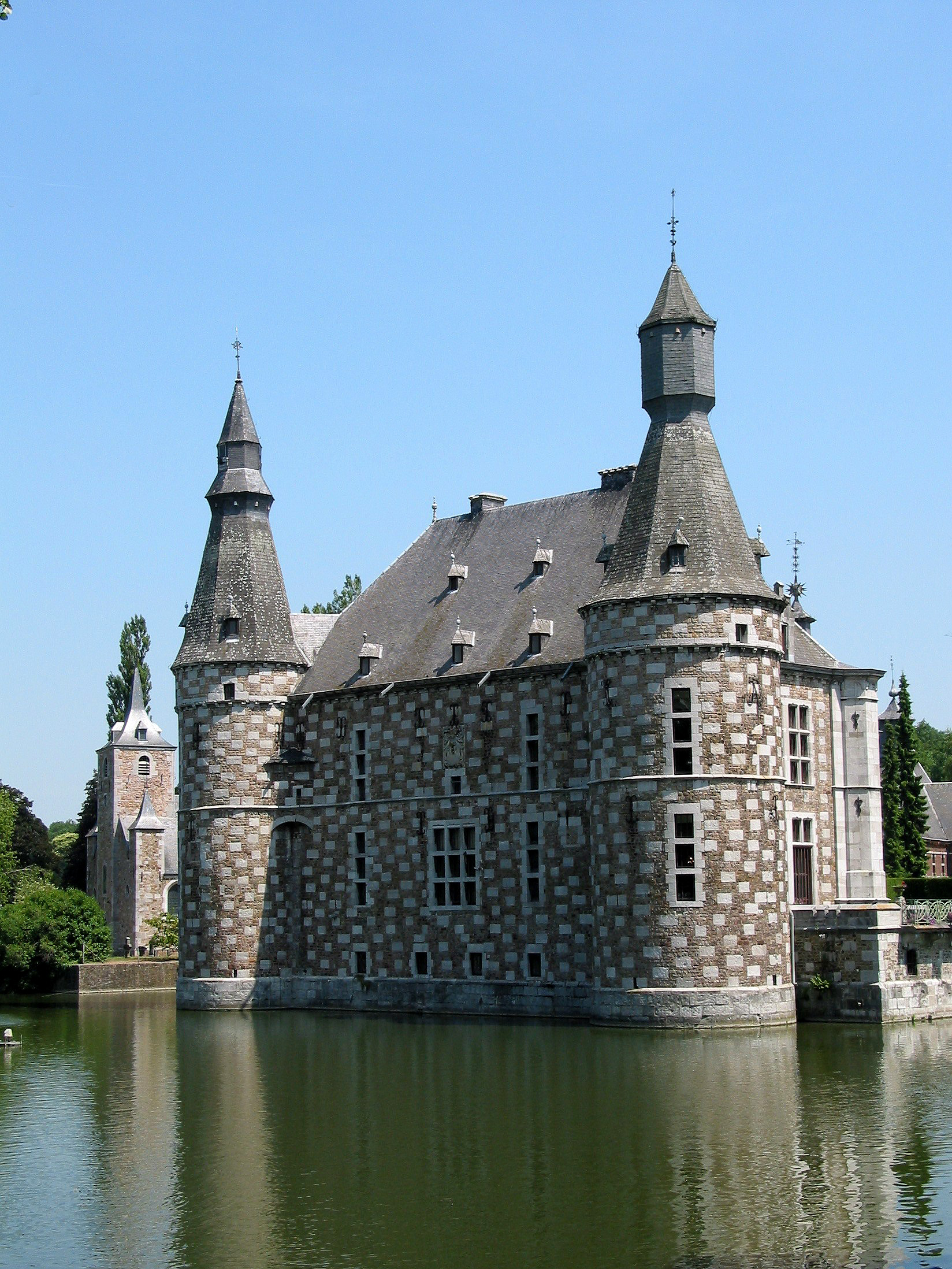
Het Kasteel van Jehay
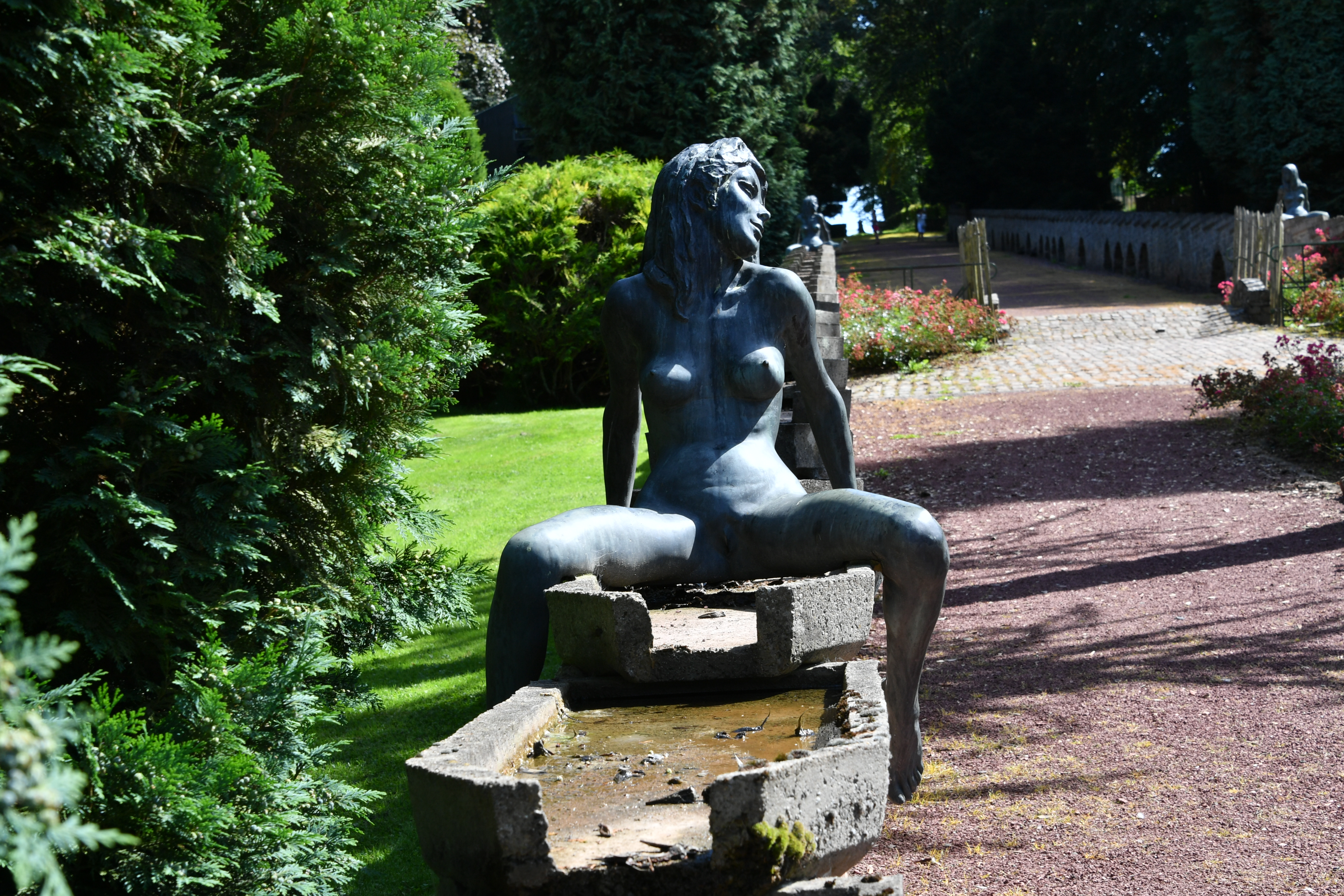
Park Château de Jehay 2016
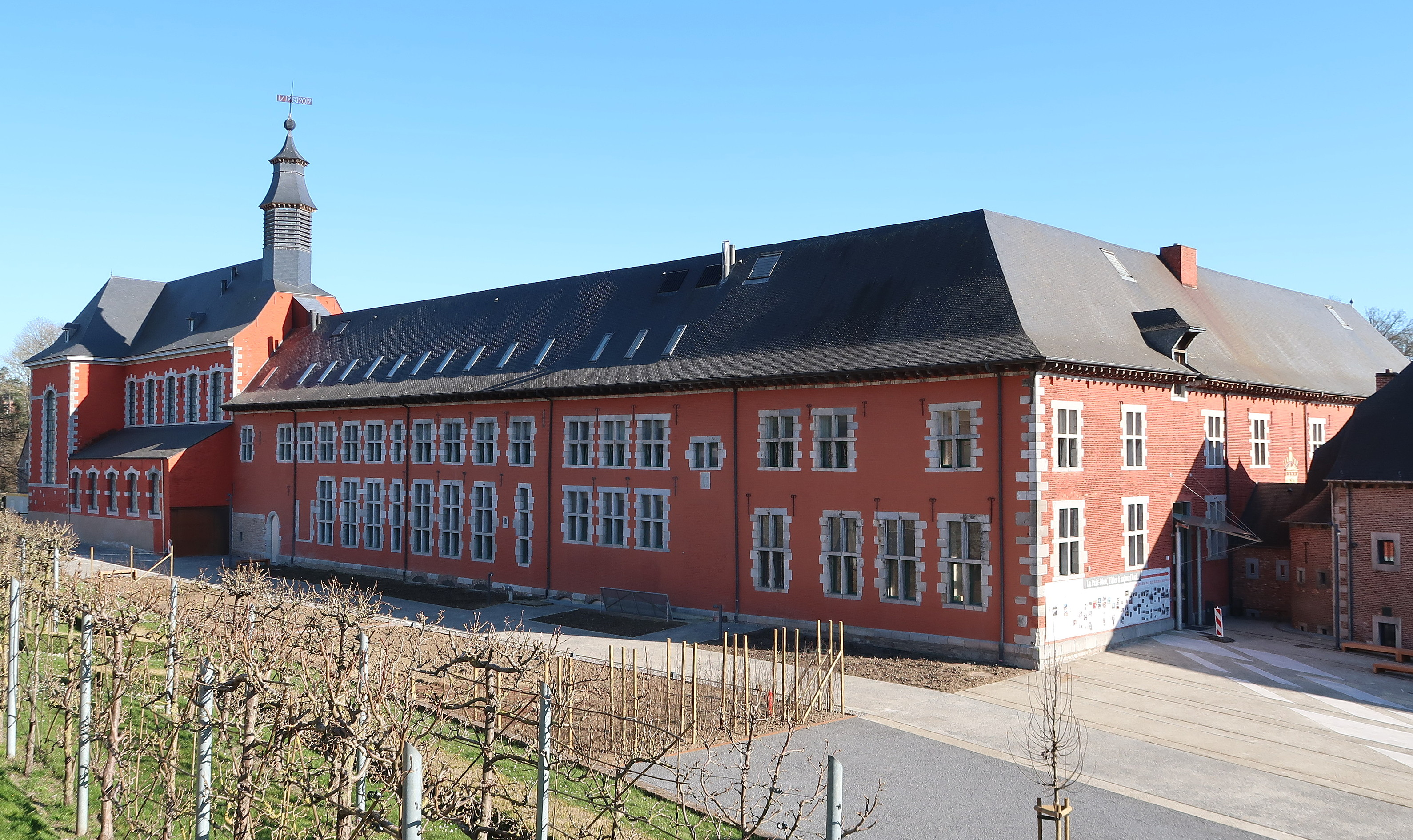
Abdij van Paix-Dieu

## Nabijgelegen kernen
Bodegnée, Flône, Verlaine, Warfusée, Amay
Amay · Ampsin · Flône · Jehay · Ombret

Belgische gemeenten · arrondissement Hoei · provincie Luik · Wallonië